# اغتيال جوثيلف فاغنر
اغتيال غوثيلف فاغنر Assassination of Gotthilf Wagner هو مقتل غوثيلف فاغنر، زعيم مستعمرات فرسان الهيكل الألمانية في فلسطين، في 22 مارس 1946 على يد الهاغاناه كجزء من حركة المقاومة اليهودية.  حيث خلصت إدارة التحقيقات الجنائية البريطانية إلى أن الاغتيال تأثر بقرار فاغنر بتوجيه سكان حي سارونا بعدم بيع أي أرض لليهود.  كان فاغنر سابقا عضو في الحزب النازي؛ وهذا ما قدمته بعض التقارير الصحفية في ذلك الوقت كدافع.  كان الهدف من الاغتيال هو إخراج الألمان من فلسطين.  لقد "أرسلت موجات صادمة" عبر المجتمع وأعقبتها عمليتا اغتيال لاحقتان في عام 1948. 

## الواقعة
في 22 مارس 1946 نصب خمسة أعضاء من البلماح، بناء على أوامر من يتسحاق سديه، كمين لفاغنر وأطلقوا النار عليه بينما كان يقود سيارته برفقة الشرطة من معسكر اعتقال فيلهلما بالقرب من مطار اللد.  وعندما دخلت سيارته إلى الشوارع النائية لتل أبيب، تباطأت سرعتها بسبب حركة المرور الكثيفة. انطلق رجلان من كل جانب واقتربا من السيارة. أطلق أحدهم رصاصة أصابت فاغنر بجروح قاتلة ثم انهار بعد ذلك على عجلة قيادة السيارة. وشوهد أربعة رجال يهربون وسط الحشد.  كان فاغنر متوجها إلى سارونا لدفع أجور العمال العرب، وعلى الرغم من أنه كان معه 800 جنيه إسترليني، لم يتم أخذ أي من الأموال.  